# Dolichopus puberiseta
Dolichopus puberiseta är en tvåvingeart som beskrevs av Octave Parent 1934. Dolichopus puberiseta ingår i släktet Dolichopus och familjen styltflugor.
Artens utbredningsområde är Virginia. Inga underarter finns listade i Catalogue of Life.